# Sergio Macián de Greef
Sergio Macián de Greef (Barcelona, 1974) és un polític català, diputat al Parlament de Catalunya durant la XIII legislatura pel partit polític Vox. És net de José Macián Pérez.
Nascut a Barcelona, va viure a Reus fins els 18 anys i després es va establir a Tarragona. Llicenciat en dret per la Universitat de Barcelona. Lletrat de l'Administració de justícia per oposició. Ha exercit l'advocacia en diversos despatxos de Barcelona i Tarragona (1999-2008). Des del 2008, exerceix com a lletrat de l'Administració de justícia, i actualment és en situació de serveis especials. Es va afiliar a Vox el 2018.
El 2021 es presentà a les eleccions al Parlament de Catalunya i fou escollit diputat amb Vox. Al Parlament ha format part de la Comissió de Justícia, d'Interior i d'Afers institucionals, entre d'altres. Fou el cap de llista per Tarragona a les eleccions generals espanyoles de 2023, sense obtenir representació.
Es presenta com a cap de llista a la demarcació de Tarragona per Vox a les Eleccions al Parlament de Catalunya de 2024. Està a favor d'il·legalitzar els partits independentistes catalans.
Està casat i és pare de 2 fills. El març de 2024 fou nomenat president de Vox Tarragona, en substitució d'Isabel Lázaro Pina.